# 송백정
송백정(松栢亭)은 대한민국 전라남도 무안군 몽탄면 사천리에 있다. 2019년 6월 21일 무안군의 향토문화유산 제14호로 지정되었다.